# LIFE Awards
I LIFE Awards sono dei riconoscimenti offerti ai migliori progetti presentati nell'ambito del Programma LIFE. Dal 2018 vengono consegnati durante la Green Week europea che ha sempre luogo nel mese di maggio.

## Storia
I primi LIFE Awards furono consegnati nel 2006 ed erano chiamati i "Best of the Best". Al premio potevano candidarsi solo i progetti del Programma LIFE che si erano conclusi fra l'autunno 2004 e la primavera 2005. Su 24 progetti candidati furono selezionati 5 vincitori. Fino al 2008 furono premiati solo progetti attivi nel settore ambientale, a partire dal 2009 vi furono due categorie di progetti premiati: 
- Best LIFE-Environment Projects
- Best LIFE-Nature Projects.

Dal 2018 i premi cambiarono denominazione e da quel momento si chiamarono semplicemente LIFE Awards, le categorie sono:
- Environment
- Nature
- Climate Action
- People's Choice.

## LIFE Awards
- 2021 :
  - Environment: REUSING POSIDONIA (Spagna).
  - Nature: ENERGY (Slovacchia).
  - Climate Action: FORECCAsT (Francia).
  - Citizen's Prize: TARTALIFE (Italia).
  - 4Youth Award: Choose Nature (Choo-na!) (Italia).[2]
- 2020 :
  - Environment: Flaw4Life (Portogallo).
  - Nature: LIFE DINALP BEAR (Slovenia).
  - Climate Action: FIRELIFE (Ungheria).
  - Special Adapting COVID-19 Award: PrepAIR (Italia)[3]
- 2019 :
  - Environment: LIFEAGROINTEGRA (Spagna).
  - Nature: WOLFALPS (Italia).
  - Climate Action: oLIVE-CLIMA (Grecia).
  - Citizen's Prize: SMARTPV (Cipro).[4]
- 2018 :
  - Environment: ECOREMED (Italia); LIFE ECO-DHYBAT (Spagna); EH-REK (Polonia).
  - Nature: LIFE Kleine Nete (Belgio); LIFE Arctos/Kastoria (Grecia); APUS & NYCTALUS (Slovacchia).
  - Climate Action: LIFE+ AGRICARBON (Spagna); Crops for better soil (Spagna); EKO-LIFE (Austria).
  - People's Choice: AIRUSE (Spagna).[5]

## Vincitori Best LIFE-Environment Projects
- 2015 - EDEA RENOVE (Spagna); Odourless casting (Finlandia); SEWeb (Regno Unito); HEO (Italia); ACUMEN (Regno Unito); POLYMIX (Spagna).[6]
- 2014 - POWER (Spagna); ReWETLAND (Italia); AgriClimateChange (Spagna);  Demostration of KOV Tech (Spagna); WIZ (Italia); Aqua (Italia); RESTORE (Regno Unito); Slovenia WEEE campaign (Slovenia).[7]
- 2013 - EWWR (Francia); WEEELABEX (Belgio); RESCATAME (Spagna); GREEN COMMERCE (Spagna); ECO-VITRUM-TRC (Spagna); ENERG-ICE (Italia).[8]
- 2012 - IWPM (Germania); EcoPest (Grecia); OXTAN (Spagna); TRUST (Italia).[9]
- 2011 - INSU-SHELL (Germania); Moveable HEPP (Germania).[10]
- 2010 - Seq-Cure (Italia); CLEAN (Spagna); UME (Italia); BIOAGRO (Svezia).[11]
- 2009 - EnviFriendly (Grecia); WET (Paesi Bassi); HVD (Germania); MICROPHILOX (Spagna); BASHYCAT (Francia).[12]
- 2008 - MEMBRANE BIOREACTOR (Paesi Bassi); REF (Demonstration of a Recycling, Energy Efficient and Environmentally Friendly Modular Batch Heater Plant) (Regno Unito); PVTrain (The application of innovative photovoltaic technology to railway train) (Italia); Empereur (Beating the metal-plating competition with a more eco-friendly product) (Paesi Bassi); Microfinishing (A new process for ceramic finishing that’s clean, dry and sludgeless) (Italia).[13]
- 2006 - SMILE (Sustainable Mobility Initiatives for Local Environment) (Francia); IMOS (Integrated Multi-Objective System for optimal management of urban drainage) (Italia);  Stirling Motor (Germania); ENERWASTE (Spagna); BBMpassiv (Austria).